# 犯罪中止
犯罪中止，是一个犯罪学和刑法学定义，是指犯罪过程中，自动放弃犯罪或者自动有效地防止犯罪结果发生的法律状态。
犯罪中止可以发生在犯罪未遂和犯罪预备状态中，是犯罪过程中发生的中止、且是自动放弃，而非行为人意志以外的主客观原因而被迫停止犯罪。这一中止行为必须是彻底放弃犯罪，而不是因条件、时机、或环境不利而暂时中断犯罪。犯罪一旦既遂，即不可能出现犯罪中止状态。
对于犯罪中止的处罚，《中华人民共和国刑法》规定，没有造成损害的，应当免除处罚；造成损害的，应当减轻处罚。